# 沙地傳奇
《沙地傳奇》（原標題：The Sandlot）是1993年製作的美國電影。
是一部描述一群一起打草地棒球的少年們之間友情的懷舊家庭電影。

## 故事大綱
1962年夏天。因為母親改嫁而搬到鄉下小鎮的少年‧史考提一直交不到朋友。史考提為了改變這個狀況而加入附近的少年棒球隊、但因為自己是棒球白痴、所以讓他被隊友嘲笑而意志消沉。
隔天、史考提隊上的好手‧班尼自願教導他。班尼的教法相當受用而讓史考提的球技越來越好、並終於被大家正式視為隊上的一員。
某次比賽、由於班尼將球打爆、所以史考提自告奮勇地將家中的球拿來用。但那個卻是他的繼父‧比爾視為傳家之寶而相當重視的知名球星貝比‧魯斯的簽名球。
再次開始比賽後、班尼打出一個場外全壘打、球也飛到附近某個住家中。但那個住家卻是默特爾先生的家、而且他家因為傳說養著一隻會吃人的大怪物而被當地孩子所懼怕。
史考提等人用盡他們擁有的知識和勇氣想盡辦法要取回那顆珍貴的簽名球、卻因為大怪物也就是大狗的緣故而一直拿不回來。某夜，班尼突然夢到貝比‧魯斯出現、並賜予他勇氣。於是班尼在隔天，藉著自己的勇氣以及技術單獨闖入默特爾先生的家中並成功將球取回，但球也已經被咬爛，不過孩子們也因為這件事，除了解開了大怪物的傳說外，也因此認識了曾經是知名打者的默特爾先生，他爽快地將自己擁有的包括貝比‧魯斯在內的紐約洋基隊全隊簽名的棒球送給史考提，讓他可以帶著球向繼父謝罪，同時孩子們也與默特爾先生還有大狗都成為好友，並讓他們這次的夏天留下難忘的回憶。
電影最後，班尼已經成為洛杉磯道奇隊的球員，史考提則是成為棒球主播播報班尼的比賽，班尼在比賽中成功盜回本壘，兩人也彼此相視而笑並相互比讚致意。

## 登場角色
| 角色名稱       | 演員                  |
| -------------- | --------------------- |
| 史考提         | Tom Guiry.            |
| 班尼           | Michael Anthony Vitar |
| 火腿           | Patrick Renna         |
| 眼鏡仔         | Chauncey Leopardi     |
| Yeah-Yeah      | Marty York            |
| Kenny DeNunez  | Brandon Adams         |
| Bertram        | Grant Gelt            |
| 提米           | Victor DiMattia       |
| 湯米           | Shane Obedzinski      |
| 史考提的母親   | Karen Jane Allen      |
| 比爾           | Denis Leary           |
| 溫蒂           | Marley Shelton        |
| 默特爾先生     | 詹姆斯·厄爾·瓊斯      |
| 貝比·魯斯      | Art LaFleur           |
| 長大後的史考提 | David Mickey Evans    |

## 續集
- 沙地傳奇2（The Sandlot 2、2005年）
- 沙地傳奇3（The Sandlot: Heading Home、2007年）

## 外部連結
- 沙地傳奇 - allcinema
- 沙地傳奇 - KINENOTE
- AllMovie上《沙地傳奇》的资料（英文）
- 互联网电影数据库（IMDb）上《沙地傳奇》的资料（英文）